# Miss You in a Heartbeat
Miss You in a Heartbeat – ballada rockowa zespołu The Law z 1991 roku. W 1993 roku cover utworu, nagrany przez Def Leppard, został wydany jako singel promujący album Retro Active.
Twórcą piosenki jest Phil Collen. Utwór opowiada o tęsknocie za rodziną, a inspiracją do jego powstania był zdaniem Collena jego syn, Rory. „Miss You in a Heartbeat” oryginalnie zostało nagrane przez zespół The Law i umieszczone na albumie The Law w 1991 roku.
29 maja 1992 roku piosenka została nagrana w Bonn przez Def Leppard i wydana w Stanach Zjednoczonych w formie singla 23 listopada 1993 roku. 28 stycznia 1994 roku Phonogram wydał utwór jako element dwupłytowego singla w Niemczech, przy czym drugą płytę stanowiło EP Live: In the Clubs, in Your Face. Wersja Def Leppard zajęła 39 miejsce na liście Billboard Hot 100. Była również notowana w Kanadzie (czwarte miejsce) i na Filipinach.